# Wellseind
Wellseind est un petit village néerlandais de la commune de Maasdriel, situé dans la province du Gueldre.

## Géographie
Wellseind est situé entre Well et Nederhemert-Noord, sur la rive droite de l'Afgedamde Maas, dans l'ouest du Bommelerwaard.

## Histoire
En 1840, le village appartenait à la commune d'Ammerzoden et comptait 32 maisons (nombre d'habitants non mentionné). Depuis le 1er janvier 1999 Wellseind a intégré la commune de Maasdriel.